# Monoklonale gammopathie
Een monoklonale gammopathie is de term voor een groep aandoeningen waarbij één immunoglobuline in abnormale hoeveelheid aanwezig is in het bloed. 
Monoklonale gammopathieën zijn:
- Amyloïdose van lichte ketens
- MGUS
- Multipel myeloom
- Plasmocytoom
- Ziekte van Waldenström